# HFC Haarlem
Der Haarlemsche Football Club Haarlem (kurz HFC Haarlem) war ein Fußballverein aus der niederländischen Stadt Haarlem.

## Geschichte
Der Verein wurde am 1. Oktober 1889 gegründet. Bis zu seinem Abstieg in der Saison 1989/90 spielte der HFC in der höchsten Spielklasse, bis zum 25. Januar 2010 spielte der Club in der zweiten holländischen Liga. Die Farben des Vereins waren Rot-Blau-Weiß.
Am 25. Januar 2010 wurde der Verein für zahlungsunfähig erklärt und wurde nach den niederländischen Liga-Regeln aus dem Wettbewerb genommen. Alle Resultate wurden annulliert. Der Verein löste sich im Anschluss auf. Im Februar 2010 gründete sich der Nieuw HFC Haarlem, der das Ziel hatte, im Amateurbereich zu spielen. Dieser Club fusionierte dann am 26. April 2010 mit dem Amateurclub HFC Kennemerland aus der dritthöchsten Amateurliga der Niederlande, der Tweede klasse, zu Haarlem-Kennemerland FC.

## Stadion

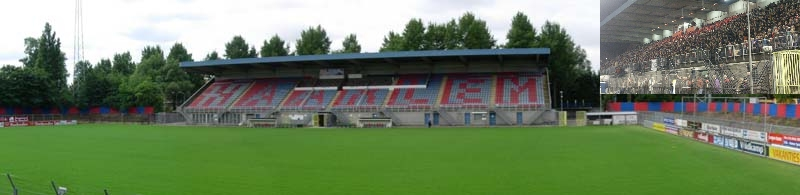
Haarlem-Stadion 2005

Das Haarlem-Stadion, in dem der Verein spielte, fasst maximal 3.442 Zuschauer.

## Erfolge
Zwischen Anfang des 20. Jahrhunderts und Mitte des 20. Jahrhunderts war der HFC Haarlem am erfolgreichsten.
Niederländischer Meister wurde der Verein 1946. Der niederländische Pokal wurde in den Jahren 1902 und 1912 geholt.
In Statistiken etwas verwirrend ist, dass es viele Jahre zwei Fußballvereine aus Haarlem mit der Abkürzung HFC gab:
Den ehemaligen Profiklub Haarlemsche Football Club Haarlem und den Haarlemsche Football Club, welcher seit 1959 Koninklijke Haarlemsche Football Club heißt.

## Europapokalbilanz
| Saison  | Wettbewerb | Runde    | Gegner         | Gesamt | Hin     | Rück    |
| ------- | ---------- | -------- | -------------- | ------ | ------- | ------- |
| 1982/83 | UEFA-Pokal | 1. Runde | KAA Gent       | 5:4    | 2:1 (H) | 3:3 (A) |
| 1982/83 | UEFA-Pokal | 2. Runde | Spartak Moskau | 1:5    | 0:2 (A) | 1:3 (H) |

Gesamtbilanz: 4 Spiele, 1 Sieg, 1 Unentschieden, 2 Niederlagen, 6:9 Tore (Tordifferenz −3)

## Spieler
- Ruud Gullit (1979–1982)
- Stanley Menzo (1983–1984)
- Johnny Rep (1986–1987)
- Arthur Numan (1987–1991)
- Barry van Galen (1991–1993)
- Hans van de Haar (1994–1996)

## Trainer
- Dick Advocaat (1987–1989)